# The Chaos Engine 2
The Chaos Engine 2 est un jeu vidéo d'action en 2D développé par The Bitmap Brothers et édité par Renegade en 1996 sur Amiga. Il s'agit du dernier jeu des Bitmap Brothers sur ce support et d'un des derniers grands jeux commerciaux sortis sur la machine de Commodore, près de trois ans après la banqueroute de l'entreprise.
Le jeu est la suite de The Chaos Engine, sorti en 1993.

## Trame

### Synopsis
À la fin du premier épisode, les protagonistes réussissent à détruire la Chaos Engine, une machine à voyager dans le temps mise au point par le Baron Fortesque. Ce dernier semble avoir été éliminé. Cependant, dans cette suite, lui et les personnages se retrouvent pris au piège dans un paradoxe temporel généré par la destruction de la machine. Pour pouvoir survivre, ils se retrouvent à devoir assister le Baron pour reconstruire la machine. Seul l'un d'entre eux pourra échapper au piège temporel...

### Personnages
The Chaos Engine 2 propose quatre personnages jouables, étant considéré que le Prêtre et le Truand sont morts lors du premier épisode. Chaque personnage diffère par sa vitesse, son arme ou son énergie.
- Le Gentleman (The Gentleman)
- Le Marin (The Navvie)
- Le Brigand (The Brigand)
- Le Mercenaire (The Mercenary)

## Système de jeu
Contrairement à son prédécesseur, The Chaos Engine 2 est un jeu à mort entre deux joueurs sur écran séparé. L'un des personnages peut se retrouver contrôlé par l'ordinateur en mode un joueur mais l'écran demeure séparé. Le jeu ne dispose d'aucun mode coopératif et il faut remporter le niveau soit en y réalisant le meilleur score, soit en éliminant son rival.

## Équipe de développement
- Conception : Simon Knight, Eric Matthews
- Programmation : Steve Cargill, Mike Montgomery, Steve Kelly, Rober Trevellyan
- Graphisme : Dan Malone, Colin McEvoy, Doug Walker, Gary Carr, Terry Cattrell
- Management du projet : Graeme Boxall
- Musiques et effets sonores : Richard Joseph

## Développement
Le jeu a été commencé en avril 1993 et n'est sorti qu'à la toute fin de l'année 1996. La version pour Amiga pourvu de l'un des chipset ECS/OCS est sortie en boîte seule puis avec la version pour Amiga AGA, dans un seul packaging regroupant les deux. La version AGA n'est jamais sortie dans un packaging unique. Il existe une démo d'une version pour Mega Drive mais le jeu n'est jamais sorti sur cette machine
Il s'agit du dernier jeu édité par le label Renegade, fondé par une partie des Bitmap Brothers, et absorbé par Time Warner Interactive.